# Norman w tarapatach
Norman w tarapatach (ang. The Norm Show, znany również jako Norm, 1999–2001) – amerykański serial komediowy stworzony przez Bruce'a Helforda i Norma Macdonalda.
Jego światowa premiera odbyła się 24 marca 1999 roku na kanale ABC. Ostatni odcinek został wyemitowany 6 kwietnia 2001 roku. W Polsce serial nadawany był na kanale TVN 7.

## Obsada
- Norm Macdonald jako Norm Henderson
- Laurie Metcalf jako Laurie Freeman
- Ian Gomez jako Danny Sanchez
- Nikki Cox jako Taylor Clayton
- Amy Wilson jako Molly Carver (I seria)
- Bruce Jarchow jako Anthony Curtis (I seria)
- Max Wright jako Max Denby
- Artie Lange jako Artie Henderson (II-III seria)

i inni